# نبات مزهر (غير خشبي)

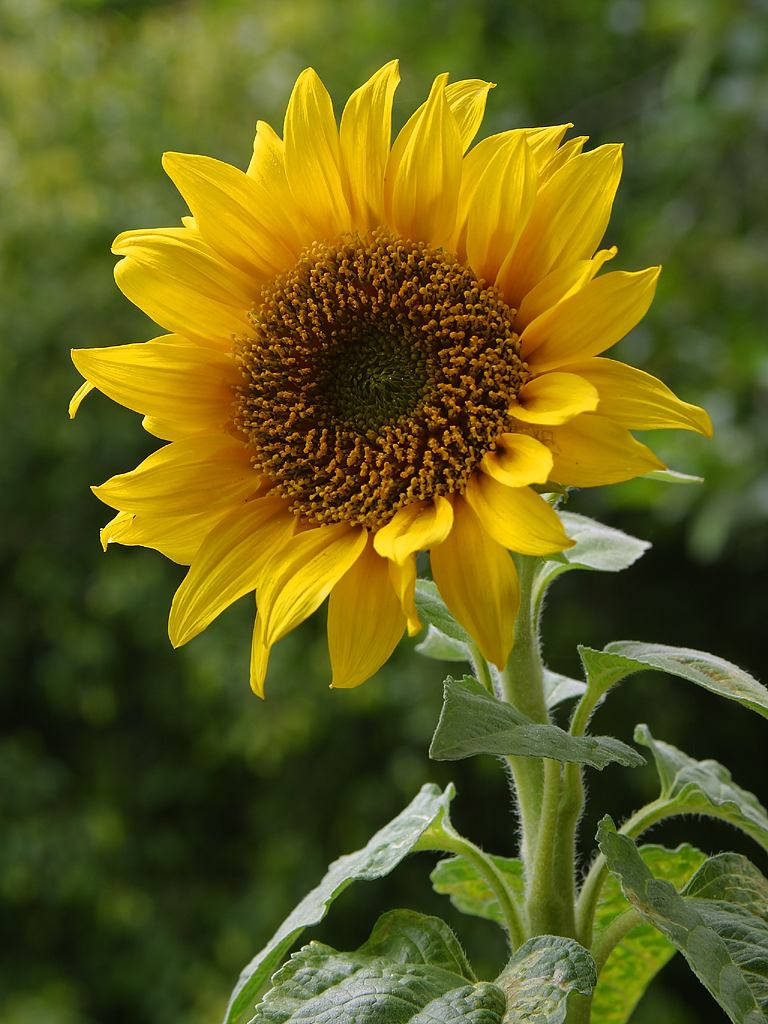
عباد الشمس (Helianthus annuus)، نبات علقي كبير عريض الورق.

نبات علقي عريض الورق أو نبات مزهر غير خشبي، (بالإنجليزية: Forb)‏، هو نبات مزهر عشبي، شبيه بالأعشاب: عشب، أو سعدية، أو أسلية. يستخدم المصطلح في بيولوجيا النبات، والبيئة، خاصة فيما يتعلق بالأراضي العشبية،  والجزئية.

## أصل التسمية
«فورب» مشتق من اليونانية phorbe - ρβήορβή، وهذا يعني «المراعي» أو «العلف». أحيانًا ما يتم استخدام الإملائي الهيليني "phorb"، وفي الاستخدام الأقدم، يتضمن أحيانًا الحبيبات، والنباتات الأخرى، التي لا تُعتبر حاليا كأزهار.

## نبات مزهر (غير خشبي) والنقابات
النباتات المزهرة الغير الخشبية، هي عضو في نقابة، تختص بمجموعة من الأنواع النباتية، ذات شكل نمو متشابه إلى حد كبير.
في سياقات معينة في البيئة، غالبا ما تكون عضوية النقابة أكثر أهمية، من العلاقات التصنيفية بين الكائنات الحية.

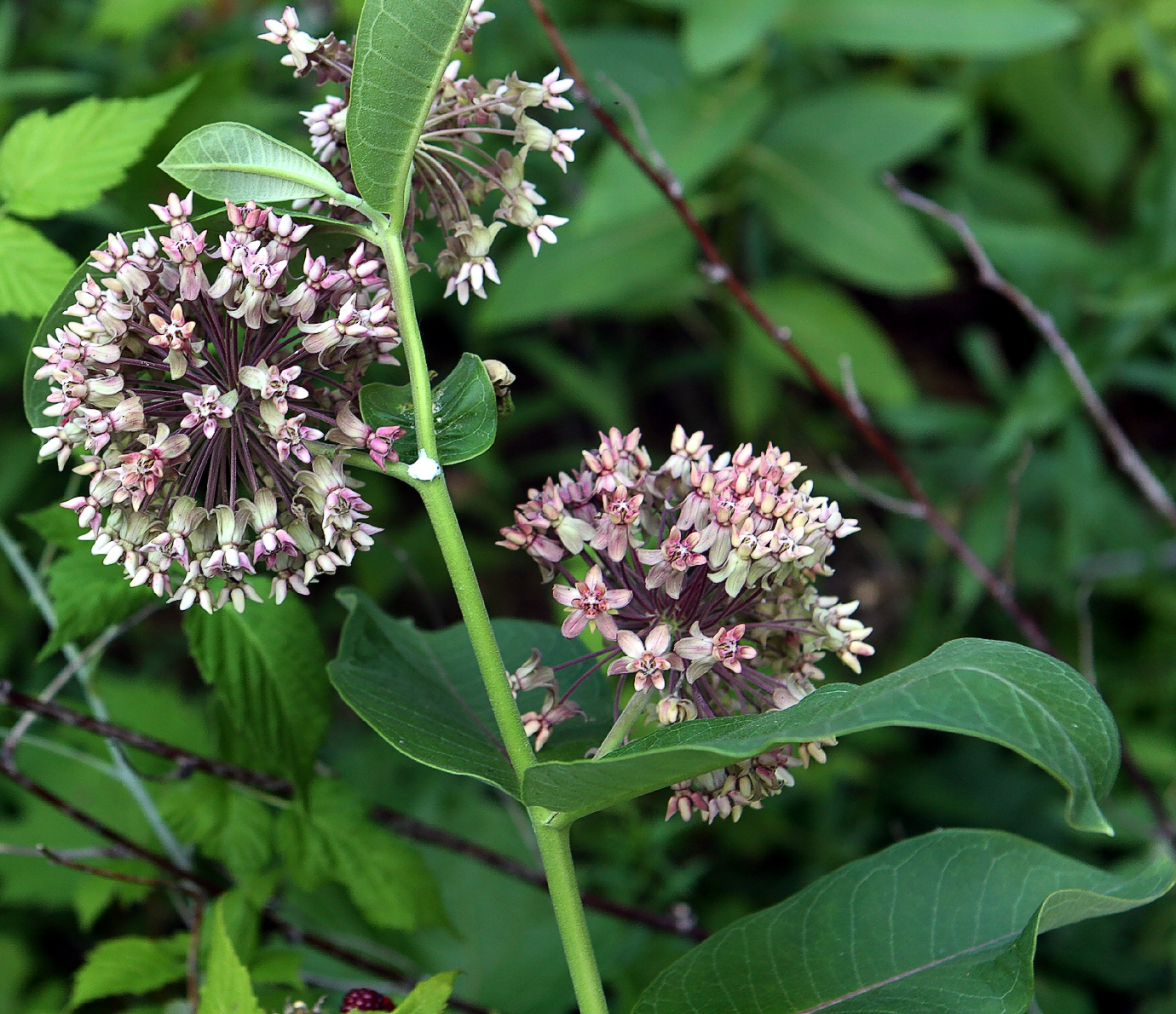
نفل

## نبات مزهر (غير خشبي) في التصنيف غير الرسمي
بالإضافة إلى استخدامه في البيئة، يمكن استخدام المصطلح "forb" لتقسيم الأدلة الشعبية إلى أزهار برية، تمييزها عن الفئات الأخرى، مثل الأعشاب، والرواسب، والشجيرات، والأشجار. بعض الأمثلة على النبات المزهر غير الخشبي، هي: نفل، عباد الشمس، زنبق النهار، والأعشاب.